# Malik Monk
Malik Monk (* 4. Februar 1998 in Jonesboro, Arkansas, Vereinigte Staaten) ist ein US-amerikanischer Basketballspieler, der zurzeit bei den Sacramento Kings unter Vertrag steht.
Sein Bruder Marcus spielte als Basketball-Profi in Deutschland.

## Laufbahn
Monk spielte für die Mannschaft der Bentonville High School in seinem Heimatbundesstaat Arkansas und machte dank seiner starken Leistungen und seines großen Entwicklungspotenzial viele der großen Universitäten auf sich aufmerksam. Letztlich entschied er sich gegen die University of Arkansas, wo sein Bruder Marcus studiert und Basketball sowie American Football gespielt hatte, und nahm das Stipendiumsangebot der University of Kentucky an. Dort wurde er in seiner ersten (und einzigen) Saison (2016/17) prompt bester Werfer der Blau-Weißen, Monk erzielte 19,8 Punkte im Schnitt. Seine insgesamt 754 verbuchten Zähler waren in der gesamten NCAA Division 1 der siebtbeste Wert. Monk zeigte im Laufe der Spielzeit unter anderem seine Stärken als Distanzschütze und traf 104 Dreipunktwürfe – damit landete er in dieser Hinsicht landesweit auf dem 21. und mannschaftsintern auf dem ersten Platz.
Wie seine Mannschaftskameraden Edrice Adebayo, Isaiah Briscoe, De'Aaron Fox und Isaac Humphries beendete Monk seine College-Laufbahn im Anschluss an die Saison 2016/17 vorzeitig und meldete sich zum NBA-Draft 2017 an. Beim Draft wurde Monk an elfter Stelle von den Charlotte Hornets ausgewählt. In seinem ersten Spieljahr in der NBA lief es für Monk nach einer Knöchelverletzung, die er sich in der Vorbereitung zugezogen hatte, zunächst durchwachsen, ehe er im Fortgang der Saison und insbesondere ab Anfang März 2018 deutlich bessere Leistungen zeigte. Insgesamt stand er in der NBA-Saison 2017/18 in 63 Partien für Charlotte auf dem Feld und erzielte im Schnitt 6,7 Punkte je Begegnung.
Im Sommer 2021 wechselte Monk zu den Los Angeles Lakers, nachdem er in der NBA-Saison 2020/21 seinen bisherigen NBA-Bestwert von 11,7 Punkten je Begegnung verbucht hatte.

## Persönliches
Sein älterer Bruder Marcus Monk spielte American Football und Basketball auf Universitätsniveau. Danach war er als Profi zunächst in der National Football League aktiv, ehe er zwischen 2010 und 2012 zwei Jahre als Basketball-Profi in Deutschland spielte. 2012 gewann Marcus Monk mit den Oettinger Rockets den Meistertitel in der 2. Bundesliga ProB und wurde als ProB-Spieler des Jahres (benannt von eurobasket.com) ausgezeichnet.

## Karriere-Statistiken

### NBA

#### Reguläre Saison
| Saison  | Team       | GP  | GS | MPG  | FG % | 3P % | FT % | RPG | APG | SPG | BPG | PPG  |
| ------- | ---------- | --- | -- | ---- | ---- | ---- | ---- | --- | --- | --- | --- | ---- |
| 2017–18 | Charlotte  | 63  | 0  | 13.6 | .360 | .342 | .842 | 1.0 | 1.4 | 0.3 | 0.1 | 6.7  |
| 2018–19 | Charlotte  | 73  | 0  | 17.2 | .387 | .330 | .882 | 1.9 | 1.6 | 0.5 | 0.3 | 8.9  |
| 2019–20 | Charlotte  | 55  | 1  | 21.3 | .434 | .284 | .820 | 2.9 | 2.1 | 0.5 | 0.3 | 10.3 |
| 2020–21 | Charlotte  | 42  | 0  | 20.9 | .434 | .401 | .819 | 2.4 | 2.1 | 0.5 | 0.1 | 11.7 |
| 2021–22 | LA Lakers  | 76  | 37 | 28.1 | .473 | .391 | .795 | 3.4 | 2.9 | 0.8 | 0.4 | 13.8 |
| 2022–23 | Sacramento | 77  | 0  | 22.3 | .448 | .359 | .889 | 2.6 | 3.9 | 0.6 | 0.3 | 13.5 |
| 2023–24 | Sacramento | 72  | 0  | 26.0 | .443 | .350 | .829 | 2.9 | 5.1 | 0.6 | 0.5 | 15.4 |
| Gesamt  | Gesamt     | 458 | 38 | 21.6 | .433 | .355 | .844 | 2.5 | 2.8 | 0.5 | 0.3 | 11.6 |

### Playoffs
| Saison  | Team       | GP | GS | MPG  | FG % | 3P % | FT % | RPG | APG | SPG | BPG | PPG  |
| ------- | ---------- | -- | -- | ---- | ---- | ---- | ---- | --- | --- | --- | --- | ---- |
| 2022–23 | Sacramento | 7  | 0  | 29.3 | .409 | .333 | .898 | 5.4 | 3.6 | 0.7 | 0.4 | 19.0 |
| Gesamt  | Gesamt     | 7  | 0  | 29.3 | .409 | .333 | .898 | 5.4 | 3.6 | 0.7 | 0.4 | 19.0 |